# گارانتی تراست بنک
گارانتی تراست بنک (انگلیسی: Guaranty Trust Bank) شرکت خدمات مالی و بانکداری نیجریه‌ای است، که در سال ۱۹۹۰ تأسیس شد.